# Jugo Tacuta
Jugo Tacuta (japonsky 立田 悠悟, * 21. června 1998) je japonský fotbalista.

## Klubová kariéra
S kariérou začal v japonském klubu Shimizu S-Pulse.

## Reprezentační kariéra
S japonskou reprezentací se zúčastnil Copa América 2019. Jeho debut za A-mužstvo Japonska proběhl v zápase proti Uruguayi 20. června.

## Statistiky
| Japonsko | Japonsko | Japonsko |
| Roky     | Záp.     | Góly     |
| -------- | -------- | -------- |
| 2019     | 1        | 0        |
| Celkem   | 1        | 0        |